# 苟各庄镇
苟各庄镇，是中华人民共和国河北省保定市雄县下辖的一个乡镇级行政单位。

## 行政区划
苟各庄镇下辖以下地区：
万各庄村、高召村、一街村、王各庄村、蒋庄村、大董各庄村、小董各庄村、清河口村、马召村、郑召村、宗家佐村、东里长村、西里长村、黄召村、大刘村、任召村、小刘村、枣林庄一村、枣林庄二村和枣林庄三村。